# William Napier, 9. Lord Napier

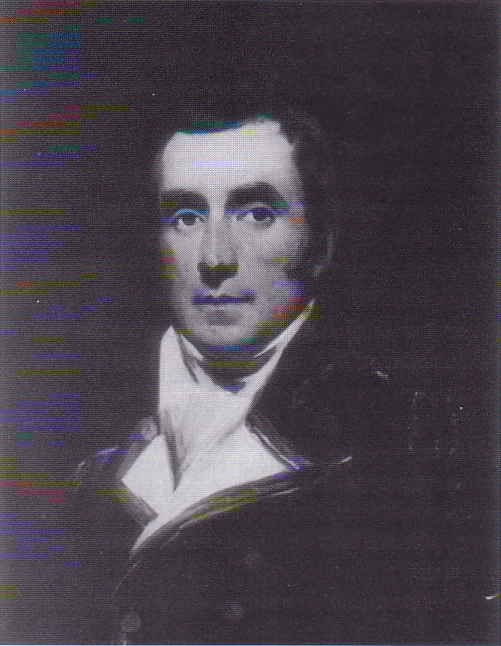
William Napier, 9. Lord Napier

William John Napier, 9. Lord Napier (* 13. Oktober 1786 in Kinsale, County Cork; † 11. Oktober 1834 in Macau) war ein britischer Marineoffizier, Politiker und Diplomat. Er führte eine erfolglose diplomatische Mission nach Canton durch, mit dem Ziel, bessere wirtschaftliche Bedingungen für britische Kaufleute zu erwirken. Er verstarb kurz nach dem Misserfolg seiner Mission in Ostasien.

## Herkunft und Werdegang
Napier wurde in Kinsale, Irland, als Spross einer schottischen Adelsfamilie geboren. Er war der älteste Sohn des Francis Napier, 8. Lord Napier, aus dessen Ehe mit Maria Margaret Clavering.
Napier diente als Offizier in der Royal Navy. Während der Napoleonischen Kriege kämpfte er in der Schlacht von Trafalgar und stieg bis in den Rang eines Captain auf.
Während seiner Ausbildungszeit war er auf demselben Schiff eingesetzt wie der spätere König Wilhelm IV., zu dem er eine persönliche Freundschaft aufbaute. Dieser verliehn ihm später das Hofamt eines Lord of the Bedchamber.

## Politik
Beim Tod seines Vaters erbte er am 1. August 1823 dessen schottische Adelstitel als 9. Lord Napier, of Merchistoun, und 6. Baronet, of Thirlstane in the County of Selkirk.
Von 1824 bis 1832 vertrat er als Representative Peer den schottischen Adel im britischen House of Lords.
1834 wurde er auf die neugeschaffene Stelle des Handelssuperintendenten in Canton berufen, nachdem die Krone der Ostindienkompanie 1833 das Handelsmonopol für den Fernen Osten aberkannt hatte. In dieser Position sollte Napier die Position britischer Händler und der Krone im Dialog mit den von chinesischer Seite monopolisierten Hong-Handelshäusern und den chinesischen Behörden übernehmen. Im Februar 1834 begann er mit seiner Familie auf der britischen Fregatte HMS Andromache seine Reise von Plymouth in den Fernen Osten. Napiers Ziele gingen über die Instruktionen des Außenministers Lord Palmerston hinaus. Statt die Handelskonditionen erneut zu verhandeln sprach er sich für ein gewaltsames Vorgehen aus, um China für den Freihandel nach britischen Interessen zu öffnen. Er spielte ebenso mit dem Gedanken, durch militärische Aktionen die herrschende mandschurische Qing-Dynastie abzusetzen, die er als Usurpatorin der Macht in dem von Hanchinesen geprägten Land ansah. Napier rechtfertigte seine Forderung nach einer Militäraktion als einen Akt der Gnade, bei dem die britische Krone China aus seiner Rückständigkeit befreien sollte.
Im Juli 1834 erreichte er Macau und setzte seine Reise nach Canton fort. Dabei ignorierte er die bisherigen für die Vertreter der Ostindienkompanie geltenden Regularien der chinesischen Behörden. Er fuhr ohne Erlaubnis in das Perlflussdelta ein und betrat Canton ohne vorherige Erlaubnis der Behörden. Er lehnte es ab, mit dem vom chinesischen Staat als Vermittler bestimmten Händler Houqua zu kommunizieren und versuchte mehrmals erfolglos eine Audienz beim Gouverneur von Liangguang Lu Kun zu erhalten. Napier empfand die Behandlung durch die chinesischen Behörden als ehrenrührig und revanchierte sich mit dem Abdruck und der Zurschaustellung von chinesischsprachigen Flugblättern in Canton, welche die Qing-Dynastie diffamierten.
Daraufhin reagierte Lu Kun im September 1834 mit der Blockade der Dreizehn Faktoreien und zog sämtliches chinesisches Personal aus dem für Ausländer reservierten Gebäudekomplex ab. Napier rief seine beiden Fregatten, die HMS Andromache und die HMS Imogene, zu Hilfe und befahl diesen, gegen chinesischen Widerstand vom Delta nach Canton zu segeln. In der Perflussmündung kam es zu einem Feuergefecht mit der chinesischen Küstenverteidigung. Die britischen Schiffe wurden schließlich von den chinesischen Truppen durch Versenkung von Hindernissen an der Weiterfahrt gehindert und mussten in Whampoa vor Anker gehen, ohne ihren Auftrag zu erfüllen. In militärisch und politisch aussichtsloser Lage zog sich Napier mit seinen Kriegsschiffen nach Macau zurück, wo er im Oktober 1834 krankheitsbedingt verstarb.
Napiers Misserfolg und Tod dienten den örtlichen britischen Händlern in Canton als Argument, um von der Krone eine Strafexpedition gegen das chinesische Kaiserreich zu fordern. Die Forderungen wurden schließlich nach weiteren Zuspitzungen der Handelskrise erfüllt und endeten im Ersten Opiumkrieg.

## Mitgliedschaften
1818 wurde er zum Fellow der Royal Society of Edinburgh gewählt.

## Andenken
Eine von der britischen Regierung in Auftrag gegebene Gedenkstele aus dem 19. Jahrhundert befindet sich im Geschichtsmuseum von Hongkong.